# Ли Дженисис
«Ли Дже́нисис» (англ. Leigh Genesis) — бывший английский полупрофессиональный футбольный клуб, который в сезоне 2010–11 выступал в Первом дивизионе (Север) Северной Премьер-Лиги. Клуб базировался в городе Ли в метропольном графстве Большой Манчестер (до 1974 года в составе графства Ланкашир).

## История
Клуб был основан в 1896 году под названием «Хорвич Рэйлуэй Микэникс Инститьют» (англ. Horwich RMI F.C.), которое носил до 1995 года, когда перебазировался в Ли и был переименован в «Ли Рэйлуэй Микэникс Инститьют» (англ. Leigh RMI F.C.). Его название было изменено снова в июне 2008 года, когда клуб стал называться «Ли Дженисис».

### Основание и ранние годы
«РМИ» был одним из двух футбольных клубов, основанных при локомотивостроительных заводах железной дороги Ланкашира и Йоркшира; он был основан при главном заводе в Хорвиче. Другой клуб был основан при заводе Ньютон Хита и позже стал известен как знаменитый «Манчестер Юнайтед». В течение первых почти 90 лет существования «РМИ» играл в различных непрофессиональных конференциях, прежде всего в Ланкаширской Комбинации, прежде, чем переместился в 1982 году в недавно сформированную Северо-Западную Окружную Лигу, а затем на следующий год в Северную Премьер-Лигу.
Тренер Лес Ригби в 1988 году привел «РМИ» к финалу Кубка Лиги Конференции против «Уэймута», который игрался на кочковатом поле Гранди Хилл. Домашнее преимущество было ожидаемо многими, включая Ригби, что вдохновило «РМИ» на победу в матче.

### Переезд в Ли
В течение сезона 1994-95 клуб понял, что их стадион Гранди Хилл не будет способствовать перспективам клуба продвинуться вверх по футбольной пирамиде, и принял решение переехать на находящийся в семи милях к югу от Хорвича Хилтон Парк в Ли, домашнюю арену регбийного клуба «Ли Сентьюэриэнс» (англ. Leigh Centurions). Как часть этой сделки, была создана новая компания «Гранди Хилл Эстейтс», чтобы принять право собственности на общий стадион. Как только переезд был завершен и было достигнуто соглашение использовать стадион вместимостью 10 000 зрителей совместно, клуб официально сменил название на «Ли РМИ», чтобы отразить своё новое местоположение. «РМИ» проиграл свой первый матч на Хилтон Парке в марте 1995 года клубу «Бостон Юнайтед» со счетом 4:0, и в итоге вылетел в низшую лигу в конце сезона.